# سفارة أوكرانيا في الأرجنتين
سفارة أوكرانيا في الأرجنتين هي أرفع تمثيل دبلوماسي لدولة أوكرانيا لدى الأرجنتين. تقع السفارة في بوينس آيرس وهي تهدف لتعزيز المصالح الأوكرانية في الأرجنتين.

## وصلات خارجية
- الموقع الرسمي
- قائمة سفارات أوكرانيا
- قائمة السفارات في الأرجنتين